# コンカ・ラ
コンカ・ラ（英語: Kongka La, Kongka Pass、ヒンディー語: कोंग्का दर्रा、チベット語: དགུན་ཁ་ལ、中国語: 空喀山口）は、カシミールにある峠である。インドと中国の事実上の国境である実効支配線上にある。
中国側はこの位置をインドとの国境とみなしているが、インド側はその東のラナク・ラを国境と見なしている。1959年にこの峠で、中国とインドの兵士の間で小規模な衝突（コンカ・ラ事件）が起こった。
「ラ」は峠の意味であり、日本語文献においては「コンカ峠」とも表記される

## 歴史

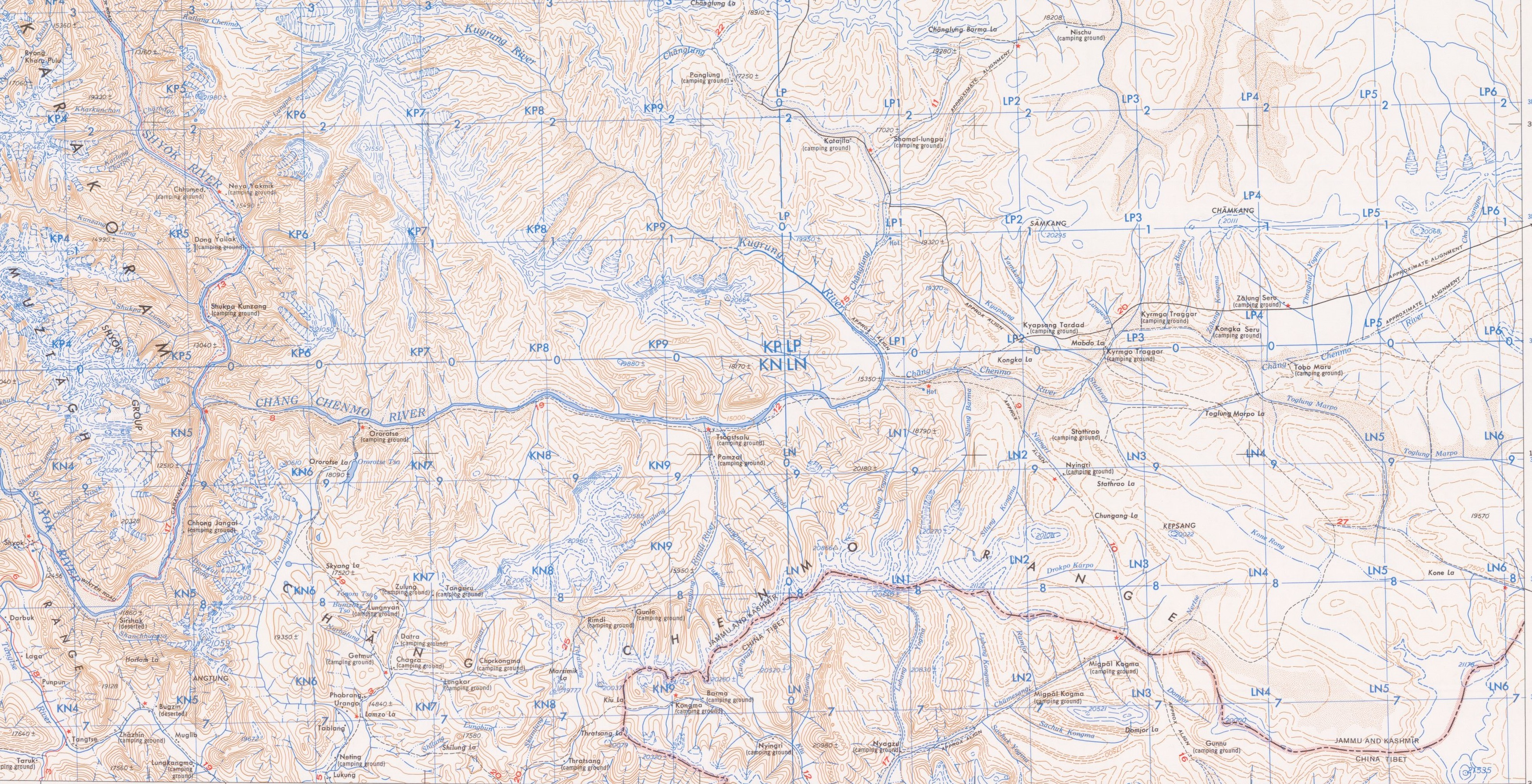
コンカ・ラを含む地図（アメリカ陸軍地図局(AMS)、1955年）

1800年代後半には、この峠は「サルムコンカ」(Salmu Kongka)と呼ばれ、「小さな峠」と表現されていた。
植民地時代のイギリスの情報源によれば、ラダックとチベットの伝統的な国境は、チャンチェンモ川の源流であるラナク・ラにあり、その国境は双方に受け入れられていた。
中国の地図でも、1951年まではラナク・ラを国境としていた。しかし、1950年代後半になって、中国の周恩来首相が、コンカ・ラが中国の「伝統的かつ慣習的な国境」であると主張し始めた。学者たちは、中国の主張の矛盾を指摘している
。

## コンカ・ラ事件

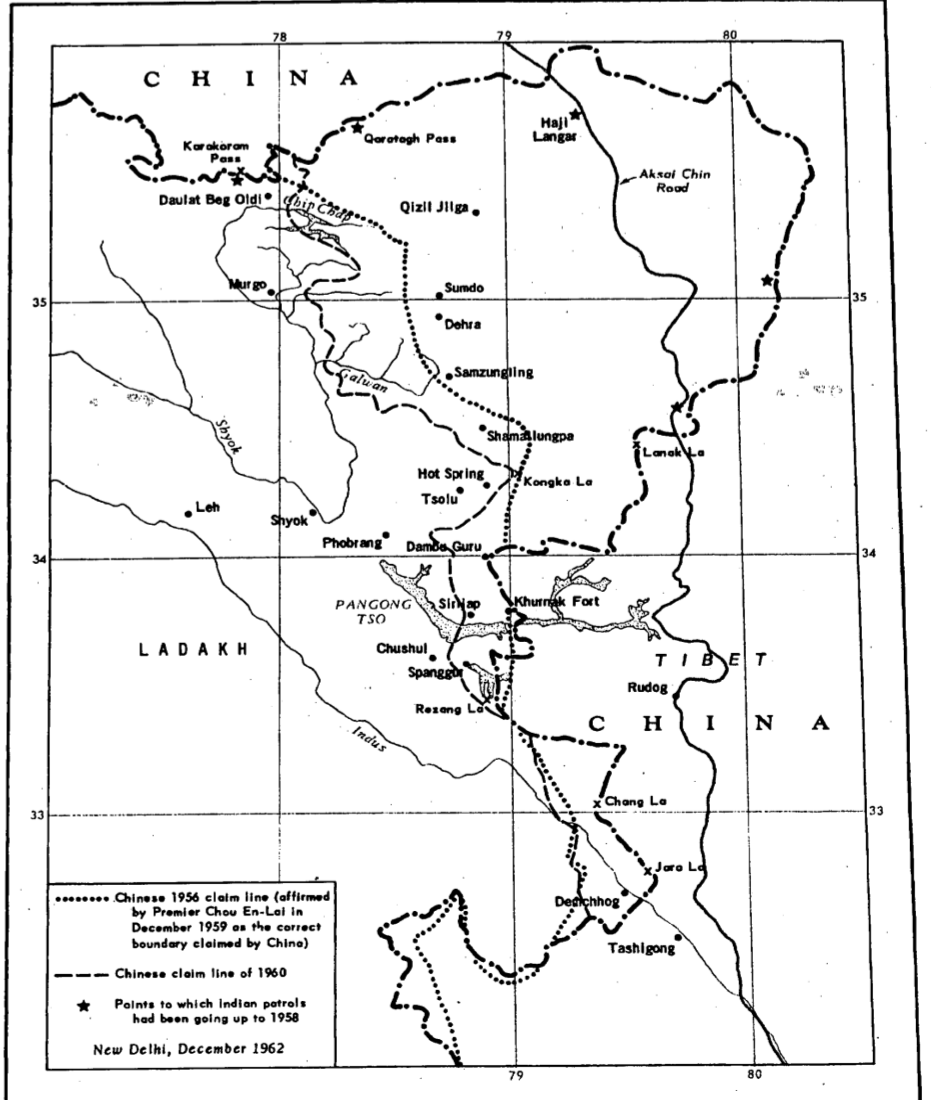
中国が主張する国境（1956年、1960年）とインドが主張する国境の比較

1959年10月まで、中国はラダックとの国境を宣言していなかった。1954年と1956年に再度質問されたとき、中国の周恩来首相は、中華人民共和国政府はまだ中国国民党政府が作成した地図を使用しており、共産党政府による地図を準備する時間がなかったと回答した。このような状況において、中国はアクサイチンを通る新蔵公路（現在のG219国道）を敷設した。インド政府はそれを調査するために巡視隊を派遣したが、中国はこれを拘留した。
実は、1956年の中国の地図には、チャンチェンモ渓谷の国境としてコンカ・ラが示されていた。1959年にインドが駐屯地を設置したツォグスタル、ホットスプリングス、シャマル・ルンパの3か所は、1956年の中国の地図においてもインド側にあった（右の地図参照）。
巡視隊の一行は、ラダックでのパトロールの経験が豊富な情報局員カラム・シンに率いられていた。シンによれば、巡視隊はホットスプリングスに拠点を置き、シャマル・ルンパに向かおうとしていたという。10月20日、偵察のために派遣された2人が行方不明になった。中国の説明によると、インドの巡視隊は、中国が国境とみなしているコンカ・ラを越えたという。
10月21日、中国軍が付近にいることを察知し、行方不明になった偵察隊のために大規模な捜索隊が編成された。捜索隊はコンカ・ラ近くの丘で中国兵と遭遇し、銃撃戦が繰り広げられた。この交戦では、中国軍の方が有利な位置にいた。70人のインド兵のうち、9人が戦闘中に死亡、1人が負傷して後に死亡し 、7人（および偵察隊の3人）が捕虜になった。中国兵1人が交戦中に死亡した。
インドのメディアはこの事件を「インドの政権政党の残忍な虐殺」と報じた。この事件により中印間の緊張が高まり、1962年の中印国境紛争につながった。

## 軍事基地と関連する施設
インドの国境駐屯地は、この峠の西のホットスプリングスから3キロメートルのところにある。
中国の国境前哨基地は、東に数キロメートル離れた標高5,070メートルの場所に位置している。

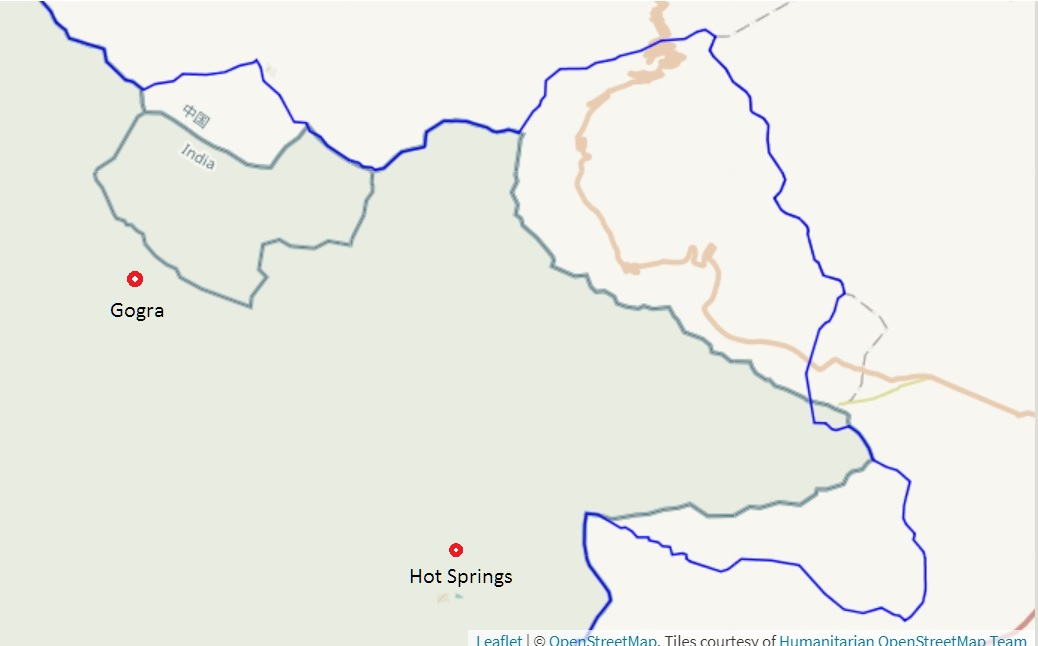
コンカ・ラ付近の実効支配線。青線は2013年のアメリカ情報調査局地理課による線、緑線は2020年のOpenStreetMapによる線。

中国の基地は「空喀山口哨卡」（コンカ・ラ基地）と呼ばれ、チャプサン川とチャンチェンモ川の合流点に位置する。以下の2本の道路でG219国道に連絡している。
- 空紅線（空喀紅山公路、S519） - チャンチェンモ川に沿ってラナク・ラに至り、松木希錯（中国語版）と龍木錯（英語版、中国語版）の近くでG219と合流する[26]。
  - G219との合流点の先に「空喀山口公路」という新しい道路が敷設され、月牙湖の近くでG216国道と合流している[26]。
- 班応線(S520） - 南下してパンゴン湖（班公錯）のほとりのクルナック堡（英語版）まで行き、東の終点まで湖の北岸を通る[27]。

インド政府によると、これらの道路は1959年から1962年の間に建設された。
これに加えて、2013年から2020年にかけて天空線（天文点-空喀線）が建設されたと見られる。この道路は、2013年のアメリカ情報調査局地理課の調査による実効支配線の西側（インド側）を通過する。この道路は、デプサン平原の天文点までの山道であり、アクサイチンの実効支配線と平行に走っている。河尾灘を通り、ガルワン渓谷に通じている。